# Donkere stekelwapenvlieg
De donkere stekelwapenvlieg (Beris hauseri) is een vliegensoort uit de familie van de wapenvliegen (Stratiomyidae). De wetenschappelijke naam van de soort is voor het eerst geldig gepubliceerd in 2004 door Stuke.

## Kenmerken
Volwassen exemplaren hebben een lengte van 4,5-6,5 mm. Ze hebben een zwart borststuk met een lichte groene glans en een zwart achterlijf. De dijen en schenen van deze vlieg zijn tweekleurig, geelachtig en zwart, waardoor het kan worden verward met andere stekelwapenvliegen zoals Beris en Actina die ook een zwart achterlijf hebben, maar het onderscheidt zich doordat de dijen en schenen een tweekleurig patroon hebben. Het kan worden onderscheiden van Beris fuscipes door het ontbreken van een verdikt derde antennelid.